# کریستین گوسه
کریستین گوسه (فرانسوی: Christine Gossé‎؛ زادهٔ ۲۶ اکتبر ۱۹۶۴) قایقران روئینگ اهل فرانسه است.